# Mormintele funerare ale familiei scriitorului Ion Sîrbu (Mașcăuți)
Mormintele funerare ale familiei scriitorului Ion Sîrbu sunt morminte amplasate în Mașcăuți, raionul Criuleni, Republica Moldova. Este un monument istoric și arhitectural de importanță națională inclus în Registrul monumentelor Republicii Moldova ocrotite de stat cu nr. 334 (raionul Criuleni).